# 엠베스 데이비츠
엠베스 데이비츠(Embeth Davidtz, 1965년 8월 11일 ~ )는 미국과 남아프리카 공화국의 배우이다.

## 출연 작품

### 영화
- 이블 데드 3 - 암흑의 군단 (1992)
- 쉰들러 리스트 (1993)
- 일급 살인 (1995)
- 7월의 축제 (1995, Feast of July)
- 마틸다 (1996)
- 다크 엔젤 (1998)
- 진저브레드 맨 (1998)
- 맨스필드 파크 (1999)
- 바이센테니얼 맨 (1999)
- 브리짓 존스의 일기 (2001)
- 더 홀 (2001)
- 13 고스트 (2001)
- 엠퍼러스 클럽 (2002)
- 준벅 (2005)
- 프랙처 (2007)
- 윙드 크리처스 (2008)
- 밀레니엄: 여자를 증오한 남자들 (2011)
- 어메이징 스파이더맨 (2012)
  - 어메이징 스파이더맨 2 (2014)
- 파라노이아 (2013)
- 유로파 리포트 (2013)
- 올드 (2021)
- 낫 오케이 (2022)

### 텔레비전
- 섀클턴 (2002, Shackleton)
- 스크럽스 (2004)
- 그레이 아나토미 (2006, 2019)
- 인 트리트먼트 (2008)
- 캘리포니케이션 (2009)
- 매드맨 (2009-12)
- 레이 도노반 (2016)
- 더 모닝쇼 (2019-21)
- 러브, 빅터 (2021)
- 테일즈 오브 더 워킹 데드 (2022)